# Drawno
Drawno (Neuwedell fino al 1945) è un comune urbano-rurale polacco del distretto di Choszczno, nel voivodato della Pomerania Occidentale.
Ricopre una superficie di 321,09 km² e nel 2006 contava 5 327 abitanti.
- Drawno è diviso in dodici distretti, integrati in un totale di 53 villaggi, insediamenti e spazi residenziali. ):

| - Barnimie (Fürstenau) - Brzeziny (Berkenbrügge) - Chomętowo (Großgut) - Dominikowo (Mienken) - Kiełpino (Kölpin) - Konotop (Friedenau) | - Niemieńsko (Nemischhof) - Podlesie (Althorst) - Święciechów (Silberberg) - Zatom (Zatten) - Żółwino (Hassendorf). |

- Altre località:

| - Barników (Barnickshof) - Bogdanka - Borki (Neumannswalde) - Borowiec (Grünhof) - Brac - Brodźce - Dobrojewo (Elisenbruch) - Dolina (Wiesenthal) - Drawnik (Dragemühle) - Gack (Kol. Berkenbrügge) - Gładysz - Janków - Jaźwiny (Hertelsaue) - Karpin (Mürbenfelde) - Karpinek (Krug) - Kawczyn - Kępa (Johannesthal) - Kolonia Kniewo (Kienbruch) - Kostrzewa (Jakobsdorf) - Kośnik (Hirschfelde) | - Maciejów - Międzybór - Niemieńsko-Zamek (Schloss Nemischhof) - Nowa Korytnica - Ostrożyce (Ludwigslust) - Podegrodzie - Przysiekiercze - Pszczewko (Wilhelmshöhe) - Rogoźnica (Räumde) - Rościn (Röstenberg) - Samborz (Johanneshof) - Sicienko (Jerusalem) - Sieniawa (Schönow) - Skrzaty (Schradtheide) - Smieszkowo (Sonntagsau) - Wiśniewo (Kirschberg) - Zaciste (Ruhleben) - Zalesie (Auenweide) - Zdanów (Zankhof) - Żółwinko (Forsthaus Salvin) |